# Samuel Groth
Samuel Groth (Narrandera, 19 oktober 1987) is een voormalige Australische tennisspeler. Hij heeft twee ATP-toernooien gewonnen in het dubbelspel en stond daarnaast nog eens drie keer in de finale van het dubbelspel. Hij deed al mee aan  Grand Slams. Hij heeft vier challengers in het enkelspel en negentien challengers in het dubbelspel op zijn naam staan.
In 2012 sloeg Groth de hardste service ooit tijdens een challengertoernooi in het Zuid-Koreaanse Busan. Zijn service bereikte een snelheid van 263 kilometer per uur.
Tijdens de Australian Open van 2018 kondigde hij aan dat hij zal stoppen als professionele tennisspeler.

## Palmares

### Palmares enkelspel
| Nr.                  | Datum           | Toernooi   | Ondergrond    | Tegenstander in finale | Score               |
| -------------------- | --------------- | ---------- | ------------- | ---------------------- | ------------------- |
| Gewonnen challengers |                 |            |               |                        |                     |
| 1.                   | 23 maart 2014   | Rimouski   | Hardcourt (i) | Ante Pavić             | 7-6(3), 6-2         |
| 2.                   | 3 mei 2015      | Taipei     | Tapijt (i)    | Konstantin Kravtsjoek  | 6-7(5), 6-4, 7-6(3) |
| 3.                   | 7 juni 2015     | Manchester | Gras          | Luke Saville           | 7-5, 6-1            |
| 4.                   | 23 oktober 2016 | Las Vegas  | Hardcourt     | Santiago Giraldo       | 6-74, 6-4, 7-5      |

### Palmares dubbelspel
| Nr.                              | Datum             | Toernooi         | Ondergrond    | Partner            | Tegenstanders in finale                 | Score                  | Details |
| -------------------------------- | ----------------- | ---------------- | ------------- | ------------------ | --------------------------------------- | ---------------------- | ------- |
| Gewonnen finales herendubbel     |                   |                  |               |                    |                                         |                        |         |
| 1.                               | 20 juli 2014      | ATP Bogota       | Hardcourt     | Chris Guccione     | Nicolás Barrientos Juan Sebastián Cabal | 7-6(5), 6-7(3), [11-9] | Details |
| 2.                               | 27 juli 2016      | ATP Newport      | Gras          | Chris Guccione     | Jonathan Marray Adil Shamasdin          | 6-4, 6-3               | Details |
| Verloren finales herendubbel     |                   |                  |               |                    |                                         |                        |         |
| 1.                               | 3 augustus 2014   | ATP Washington   | Hardcourt     | Leander Paes       | Jean-Julien Rojer Horia Tecău           | 5-7, 4-6               | Details |
| 2.                               | 28 september 2014 | ATP Shenzhen     | Hardcourt     | Chris Guccione     | Jean-Julien Rojer Horia Tecău           | 4-6, 6-7(4)            | Details |
| 3.                               | 19 oktober 2014   | ATP Moskou       | Hardcourt (I) | Chris Guccione     | František Čermák Jiří Veselý            | 6-7(2), 5-7            | Details |
| Gewonnen challengers herendubbel |                   |                  |               |                    |                                         |                        |         |
| 1.                               | 3 december 2007   | Burnie           | Hardcourt     | Joseph Sirianni    | Nima Roshan Jose Rubin Statham          | 6-3, 1-6, [10-4]       |         |
| 2.                               | 12 mei 2008       | New Delhi        | Hardcourt     | Colin Ebelthite    | Mohammed Ghareeb Illja Martsjenko       | 2-6, 7-65, [10-8]      |         |
| 3.                               | 3 augustus 2009   | Campos do Jordão | Hardcourt     | Joshua Goodall     | Rogério Dutra da Silva Júlio Silva      | 7-64, 6-3              |         |
| 4.                               | 1 februari 2010   | Burnie           | Hardcourt     | Matthew Ebden      | James Lemke Dane Propoggia              | 68-7, 7-64, [10-8]     |         |
| 5.                               | 7 februari 2011   | Caloundra        | Hardcourt     | Matthew Ebden      | Pavol Červenák Ivo Klec                 | 6-3, 3-6, [10-1]       |         |
| 6.                               | 31 december 2012  | Nouméa           | Hardcourt     | Toshihide Matsui   | Artem Sitak Jose Rubin Statham          | 7-66, 1-6, [10-4]      |         |
| 7.                               | 4 februari 2013   | Adelaide         | Hardcourt     | Matt Reid          | James Duckworth Greg Jones              | 6-2, 6-4               |         |
| 8.                               | 18 maart 2013     | Rimouski         | Hardcourt (i) | John-Patrick Smith | Philipp Marx Florin Mergea              | 7-6(5), 7-6(7)         |         |
| 9.                               | 6 mei 2013        | Kunming          | Hardcourt     | John-Patrick Smith | Go Soeda Yasutaka Uchiyama              | 6-4, 6-1               |         |
| 10.                              | 4 november 2013   | Knoxville        | Hardcourt (i) | John-Patrick Smith | Carsten Ball Peter Polansky             | 6-7(6), 6-2, [10-7]    |         |
| 11.                              | 9 februari 2014   | Dallas           | Hardcourt (i) | Chris Guccione     | Ryan Harrison Mark Knowles              | 6-4, 6-2               |         |
| 12.                              | 6 april 2014      | León             | Hardcourt     | Chris Guccione     | Marcus Daniell Artem Sitak              | 6-3, 6-4               |         |
| 13.                              | 27 april 2014     | Shenzhen         | Hardcourt     | Chris Guccione     | Dominik Meffert Tim Pütz                | 6-3, 7-6(5)            |         |
| 14.                              | 4 mei 2014        | Taipei           | Tapijt (i)    | Chris Guccione     | Austin Krajicek John-Patrick Smith      | 6-4, 5-7, [10-8]       |         |
| 15.                              | 11 mei 2014       | Gimcheon         | Hardcourt     | Chris Guccione     | Austin Krajicek John-Patrick Smith      | 6-7(5), 7-5, [10-4]    |         |
| 16.                              | 8 mei 2016        | Busan            | Hardcourt     | Leander Paes       | Sanchai Ratiwatana Sonchat Ratiwatana   | 4-6, 6-1, [10-7]       |         |
| 17.                              | 9 oktober 2016    | Stockton         | Hardcourt     | Brian Baker        | Matt Reid John-Patrick Smith            | 6-2, 4-6, [10-2]       |         |
| 18.                              | 6 november 2016   | Charlottesville  | Hardcourt (i) | Brian Baker        | Brydan Klein Ruan Roelofse              | 6-3, 6-3               |         |
| 19.                              | 19 maart 2017     | Drummondville    | Hardcourt (i) | Adil Shamasdin     | Matt Reid John-Patrick Smith            | 6-3, 2-6, [10-8]       |         |

## Prestatietabellen
| Legenda | Legenda                          |
| ------- | -------------------------------- |
| g.t.    | geen toernooi gehouden           |
| l.c.    | lagere categorie                 |
| –       | niet deelgenomen                 |
| G       | uitgeschakeld in de groepsfase   |
| 1R      | uitgeschakeld in de eerste ronde |
| 2R      | uitgeschakeld in de tweede ronde |
| 3R      | uitgeschakeld in de derde ronde  |
| 4R      | uitgeschakeld in de vierde ronde |
| KF      | uitgeschakeld in de kwartfinale  |
| HF      | uitgeschakeld in de halve finale |
| F       | de finale verloren               |
| W       | het toernooi gewonnen            |
| w-v     | winst/verlies-balans             |

### Prestatietabel enkelspel
| Grandslamtoernooien   |               |               |               |      |      |        |
| Australian Open       | 1R            | 1R            | 3R            | 2R   | 1R   | 3-5    |
| Roland Garros         | –             | –             | 1R            | 1R   | –    | 0-2    |
| Wimbledon             | –             | 1R            | 3R            | 1R   | –    | 2-3    |
| US Open               | –             | 2R            | 2R            | –    | –    | 2-2    |
| Winst-verlies         | 0–1           | 1-3           | 5-4           | 1-3  | 0–1  | 7-12   |
| ATP World Tour Finals |               |               |               |      |      |        |
| ATP World Tour Finals | –             | –             | –             | –    | –    | 0-0    |
| ATP Masters 1000      |               |               |               |      |      |        |
| Indian Wells          | –             | 1R            | 1R            | 1R   | –    | 0–2    |
| Miami                 | –             | –             | 1R            | 2R   | –    | 1-2    |
| Monte Carlo           | –             | –             | –             | –    | –    | 0–0    |
| Madrid                | –             | –             | –             | –    | –    | 0-0    |
| Rome                  | –             | –             | –             | –    | –    | 0-0    |
| Montreal/Toronto      | –             | –             | –             | –    | –    | 0–0    |
| Cincinnati            | –             | –             | –             | –    | –    | 0-0    |
| Shanghai              | –             | 1R            | –             | –    | –    | 0–1    |
| Parijs                | –             | –             | –             | –    | –    | 0-0    |
| Olympische Spelen     |               |               |               |      |      |        |
| Olympische Spelen     | geen toernooi | geen toernooi | geen toernooi | 1R   | g.t. | 0-0    |
| Statistieken          |               |               |               |      |      |        |
| Totaal aantal titels  | 0             | 0             | 0             | 0    | 0    | 0      |
| Totaal winst-verlies  | 1-2           | 10-13         | 19-22         | 4-16 | 2-5  | 38-62  |
| Eindejaarsranking     | 270           | 81            | 60            | 181  | 247  | n.v.t. |

### Prestatietabel dubbelspel
| Grandslamtoernooien   |      |                  |                  |                  |                  |                  |                  |                  |                  |                  |        |
| Australian Open       | 1R   | 1R               | 1R               | 2R               | 2R               | 1R               | 3R               | 3R               | KF               | KF               | 12-10  |
| Roland Garros         | –    | –                | –                | –                | –                | HF               | 1R               | 1R               | 3R               | –                | 6-4    |
| Wimbledon             | –    | –                | –                | –                | 2R               | 1R               | 1R               | 3R               | 3R               | –                | 5-5    |
| US Open               | –    | –                | –                | –                | –                | 2R               | 2R               | 3R               | 1R               | –                | 4-4    |
| Winst-verlies         | 0–1  | 0–1              | 0-1              | 1-1              | 2-2              | 5-4              | 3-4              | 6-4              | 7-4              | 3-1              | 27-23  |
| ATP World Tour Finals |      |                  |                  |                  |                  |                  |                  |                  |                  |                  |        |
| ATP World Tour Finals | –    | –                | –                | –                | –                | –                | –                | –                | –                | –                | 0-0    |
| ATP Masters 1000      |      |                  |                  |                  |                  |                  |                  |                  |                  |                  |        |
| Indian Wells          | –    | –                | –                | –                | –                | –                | 1R               | –                | –                | –                | 0-1    |
| Miami                 | –    | –                | –                | –                | –                | –                | 1R               | –                | –                | –                | 0-1    |
| Monte Carlo           | –    | –                | –                | –                | –                | –                | –                | –                | –                | –                | 0–0    |
| Hamburg               | –    | lagere categorie | lagere categorie | lagere categorie | lagere categorie | lagere categorie | lagere categorie | lagere categorie | lagere categorie | lagere categorie | 0–0    |
| Madrid                | –    | –                | –                | –                | –                | –                | –                | –                | –                | –                | 0-0    |
| Rome                  | –    | –                | –                | –                | –                | –                | –                | –                | –                | –                | 0-0    |
| Montreal/Toronto      | –    | –                | –                | –                | –                | –                | –                | –                | –                | –                | 0–0    |
| Cincinnati            | –    | –                | –                | –                | –                | –                | –                | –                | –                | –                | 0-0    |
| Shanghai              | g.M. | –                | –                | –                | –                | –                | –                | –                | –                | –                | 0–0    |
| Parijs                | –    | –                | –                | –                | –                | –                | –                | –                | –                | –                | 0-0    |
| Olympische Spelen     |      |                  |                  |                  |                  |                  |                  |                  |                  |                  |        |
| Olympische Spelen     | –    | geen toernooi    | geen toernooi    | geen toernooi    | geen toernooi    | geen toernooi    | geen toernooi    | –                | g.t.             | g.t.             | 0-0    |
| Statistieken          |      |                  |                  |                  |                  |                  |                  |                  |                  |                  |        |
| Totaal aantal titels  | 0    | 0                | 0                | 0                | 0                | 1                | 0                | 1                | 0                | 0                | 2      |
| Eindejaarsranking     | 287  | 400              | 223              | 204              | 79               | 31               | 131              | 49               | 80               | 193              | n.v.t. |